# Mitromorphinae
Mitromorphinae é uma subfamília de gastrópodes pertencente a família Turridae.